# Міагра
Міа́гра (Myiagra) — рід горобцеподібних птахів родини монархових (Monarchidae). Представники цього роду мешкають в Австралазії.

## Опис
Міагри — дрібні птахи, довжиною 13-20 см. Вони мають широкі дзьоби, пристосовані до полювання на комах. Дзьоби зазвичай чорні (за винятком синьочубої міагри, у якої дзьоб яскраво-оранжевий), внутрішня частина дзьоба оранжева, помітна при співі. Міагарам притаманний статевий диморфізм. Голова, верхня частина тіла, крила і хвіст у самців зазвичай темно-сині або чорні, блискучі, живіт і гузка бліді. Забарвлення самиць подібне, однак блідіше. Коли міагри сідають на гілку, вони займають вертикальне положення, а їхні хвости рухаються зі сторони в сторону.

## Види
Рід нараховує 22 види, включно з одним вимерлим видом:
- Міагра труцька (Myiagra oceanica)
- Міагра палауська (Myiagra erythrops)[6]
- † Міагра гуамська (Myiagra freycineti) (вимерла)[7]
- Міагра мікронезійська (Myiagra pluto)[8]
- Міагра молуцька (Myiagra galeata)
- Міагра чорна (Myiagra atra)
- Міагра сріблиста (Myiagra rubecula)
- Міагра двобарвна (Myiagra ferrocyanea)
- Міагра сан-кристобальська (Myiagra cervinicauda)
- Міагра меланезійська (Myiagra caledonica)
- Міагра рудовола (Myiagra vanikorensis)
- Міагра самоанська (Myiagra albiventris)
- Міагра синьочуба (Myiagra azureocapilla)
- Міагра рудогорла (Myiagra castaneigularis)[9]
- Міагра рудошия (Myiagra ruficollis)
- Міагра строката (Myiagra cyanoleuca)
- Міагра блискучопера (Myiagra alecto)
- Міагра східна (Myiagra hebetior)[10]
- Myiagra eichhorni[10]
- Myiagra cervinicolor[10]
- Міагра новогвінейська (Myiagra nana)
- Міагра білогорла (Myiagra inquieta)

## Етимологія
Наукова назва роду Myiagra походить від сполучення слів дав.-гр. μυια — муха, μυιας — літати і αγρεω — ловити.